# Лябіна
Лябіна (пол. Labina) — гірський потік в Україні, у межах Надвірнянського району і Яремчанської міської ради Івано-Франківської області на Гуцульщині. Ліва притока Женця, (басейн Дунаю).

## Опис
Довжина потоку 2 км, найкоротша відстань між витоком і гирлом — 1,67 км, коефіцієнт звивистості потоку — 1,2. Потік тече у гірському масиві Ґорґани (зовнішня смуга Українських Карпат).

## Розташування
Бере початок на південно-східних схилах хребта Явірник (1467 м). Тече переважно на південний захід понад горою Женець (1153 м) (пол. Żeniec) і впадає в річку Женець, ліву притоку Пруту.

## Цікавий факт
- На правому березі потоку на відстані 1,10 км є Нарінецький водоспад[3].